# 62-й Венецианский кинофестиваль
62-й Международный Венецианский кинофестиваль проходил с 31 августа по 10 сентября 2005 года.

## Жюри
Состав жюри 62-го Венецианского кинофестиваля в Венеции были следующими:
- Данте Ферретти (Италия, художник-постановщик) — Президент
- Ачэн (Китай, писатель и сценарист)
- Клер Дени (Франция, режиссёр, сценарист, актриса)
- Эдгар Райц (Германия, сценарист, режиссёр, продюсер, оператор, художник)
- Эмилиана Торрини (Исландия, актриса)
- Кристин Ванчон (США, продюсер)
- Амос Гитай (Израиль, режиссёр, сценарист, продюсер, актёр, оператор, монтажёр)

## Основные разделы

### Фильмы в конкурсе
- Вторая брачная ночь фильм Пупи Авати
- Фаталист фильм Жуан Бутелью
- На юг фильм Лоран Канте
- Габриэль фильм Патрис Шеро
- Доброй ночи и удачи фильм Джордж Клуни
- Зверь в сердце фильм Кристина Коменчини
- Дни одиночества фильм Роберто Фаэнца
- Мария фильм Абель Феррара
- Постоянные любовники фильм Филипп Гаррель
- Гарпастум фильм Алексей Герман мл.
- Братья Гримм фильм Терри Гиллиам
- Бесконечная печаль фильм Стэнли Кван
- Горбатая гора фильм Энг Ли
- Доказательство фильм Джон Мэдден
- Преданный садовник фильм Фернанду Мейреллиш
- Волшебное зеркало фильм Мануэл ди Оливейра
- Сочувствие госпоже Месть фильм Пак Чхан Ук
- Любовь и сигареты фильм Джон Туртурро
- Персона нон грата фильм Кшиштоф Занусси
- Такешиз фильм Такэси Китано

### Фильмы вне конкурса
- Хрупкость фильм Жауме Балагеро
- Задний план фильм Эмманюэль Берко
- Труп невесты фильм Тим Бёртон
- Возможно, любовь фильм Питер Чан
- Невидимые дети фильм Мехди Шареф, Эмир Кустурица, Спайк Ли, Катя Лунд, Джордан Скотт, Ридли Скотт, Стефано Венерузо, Джон Ву
- Элизабеттаун фильм Кэмерон Кроу
- Шесть демонов Эмили Роуз фильм Скотт Дерриксон
- Счастливчик Эдмонд фильм Стюарт Гордон
- Казанова фильм Лассе Халльстрём
- Нокдаун фильм Рон Ховард
- Изящное искусство любви фильм Джон Ирвин
- Экстремальные гонки фильм Эндрю Лю Вэйцян (Лау Вайгёнг) и Алан Май Чжаохуэй (Мак Сиуфай)
- Спуск фильм Нил Маршалл
- Великая война гоблинов фильм Такаси Миикэ
- Последняя фантазия 7: Дети пришествия фильм Тэцуя Номура и Такэси Нодзуэ
- Духи дамы в чёрном фильм Бруно Подалидес
- Кровь за кровь фильм Джон Синглтон
- Пузырь фильм Стивен Содерберг
- Семь мечей фильм Цуй Харк

#### Специальные события
- Навсикая из долины ветров фильм Хаяо Миядзаки
- Порко Россо фильм Хаяо Миядзаки
- On Your Mark фильм Хаяо Миядзаки

### Горизонты
- Растворение мира фильм Мэттью Барни
- Musikanten фильм Франко Баттиато
- Первые на Луне фильм Алексей Федорченко
- Фильм засушливых фильм Лирио Феррейра
- Смерть рабочего фильм Михаэль Главоггер
- Великое безмолвие фильм Филип Грёнинг
- L'ignoto spazio profondo фильм Вернер Херцог
- Вокальные параллели фильм Рустам Хамдамов
- На дороге фильм Эрден Кирал
- Восточный рай фильм Лех Ковальски
- Hongyan фильм Ли Юй[англ.]
- Кармен фильм Жан-Пьер Лимозен
- Верушка: Жизнь перед камерой фильм Бернд Бом и Пол Моррисси
- Вечное движение фильм Нин Ин
- Техас фильм Фаусто Паравидино
- Свет вокруг фильм Лев Шрайбер
- Достоинство нищих фильм Фернандо Эсекьель Соланас

#### Вне конкурса
- Тайная жизнь слов фильм Изабель Койшет

#### Специальные события
- Kill Gil (vol. I) фильм Джил Росселлини

### Короткометражные фильмы

#### В конкурсе
- 113 фильм Джейсон Брандерберг 19'
- Contracuerpo Эдуардо Чаперо-Джексон 17'
- A case of you фильм Джек Дейвис 18'
- Механики фильм Леон Форд 8'
- Au Petit Matin фильм Ксавьер Генс 15'
- Ну же, Незнакомец фильм Габриела Грубер 4'
- Happy Birthday фильм Хон Джунвон 20'
- Ballada фильм Марсель Иваньи 12'
- Butterflies фильм Макс Жакоди 12'
- Tube Poker фильм Саймон Ливин 15'
- Small Station фильм Линь Цзяньпин 30' (Победитель за лучший короткометражный фильм)
- Trevirgolaottantasette фильм Валерио Мастандреа 12'
- Giorno 122 фильм Фульвио Оттавиано 22'
- Da ikhos dghech chveni dghe dghegrdzeli (Да будут дни наши длинными) фильм Георгий Параджанов 22'
- P.E.O.Z. фильм Кристо Петру 11'
- Layla Afel фильм Леонид Прудовский 30'
- Flesh фильм Эдуард Салье 9'
- A rapariga da mão morta фильм Алберто Сиксас Сантос 16'
- Rien d’insoluble фильм Хавьер Серон 15'
- The Glass Beads фильм Анджелес У Фэйся 9'
- La Apertura фильм Дуска Загорач 22'

#### Вне конкурса
- De Glauber para Jirges фильм Андре Ристум 16'

#### Специальные события
Пересечения
- La Trama di Amleto фильм Сальваторе Кьоси 20'
- Compleanno фильм Сандро Дионисио (Италия) 22'
- Five Minutes, Mr Welles фильм Винсент Д’Онофрио 32'
- Naufragi di Don Chisciotte фильм Доминик Тамбаско 30'

Между Европой и Ближним Востоком
- Quelques miettes pour les oiseaux фильм Нассим Амауш 27'
- De quelle couleur sont les murs de votre maison? фильм Тимон Кулмасис 18'
- Diaspora фильм Ула Табари 16'

Фильм школы
Экспериментальный центр кинематографии — национальная киношкола
- Un posto libero фильм Эрос Акьярди 32'
- Nature 35'
  - Manichini фильм Марко Даниели
  - Al buio фильм Фабио Молло
  - Consuelo фильм Карло Писани

London Film School
- Vado a messa фильм Джиневра Эльканн 9'

## Раздел восстановленного кино

### Тайная история азиатского кино
Специальный раздел посвящён исключительно 'Тайной Истории китайского кино' (С 1934 года — по 1990 год).
- Далу (Большая дорога) (1934) фильм Сунь Юя
- Тао Ли цзе (Ограбление Персика и Сливы) (1934) фильм Ин Юньвэй
- Синь Нюйсин (1935) фильм Цай Чушэна
- Малу тяньши (1937) фильм Юань Мучжи
- Шицзы цзетоу (1937) фильм Шэнь Силин
- Ебань гэшэн (Полуночная песня) (1937) фильм Ма-Сюй Вэйбана
- Тешань гунчжу (Принцесса Железный Веер) (1941) фильм Вань Лаймина и Вань Гучаня
- Сяочэн чжи чунь (1947) фильм Фэй Му
- Уя юй мацюэ (1949) фильм Чжэн Цзюньли
- Сань Мао люлан цзи (1949-50) фильм Чжао Мин и Янь Гун
- Во чжэ ибэйцзы (Моя жизнь) (1949-50) фильм Хуэй Ши
- Утай цземэй (1965) фильм Се Цзиня
- Чжунле ту (1975) фильм Кинга Ху Цзиньцюаня
- Игэ хэ багэ (1983) фильм Чжан Цзюньчжао
- Мама (1990) фильм Чжан Юаня

Специальный раздел посвящён исключительно 'Тайная История японского кино' (С 1926 года — по 1978 год).
- Тёкон (1926) фильм Дайскэ Ито
- Тюдзи таби никки (1927) фильм Дайскэ Ито
- Оацураэ Дзирокити коси (1931) фильм Дайскэ Ито
- Тангэ Садзэн ёва — Хякуман рё но цубо (1935) фильм Садао Яманака
- Котияма Сосюн (1936) фильм Садао Яманака
- Ниндзё камифусэн (1937) фильм Садао Яманака
- Энокэн но гамбари сэндзюцу (1939) фильм Нобуо Накагава
- Гэнроку Тюсингура (1941—1942) фильм Кэндзи Мидзогути
- Мэйто Бидзёмару (1945) фильм Кэндзи Мидзогути
- Сандзюсангэндо тосия моногатари (1945) фильм Микио Нарусэ
- Ёкихи (1955) фильм Кэндзи Мидзогути
- Докуфу Такахаси Одэн (1958) фильм Нобуо Накагава
- Токайдо Ёцуя кайдан (1959) фильм Нобуо Накагава
- Кутабарэ гурэнтай (1960) фильм Сэйдзюн Судзуки
- Акумё (1961) фильм Токузо Танака
- Хакути но бурайкан (1961) фильм Киндзи Фукасаку
- Дзатоити моногатари (1962) фильм Кэндзи Мисуми
- Тантэй дзимусё 23 — Кутабарэ акутодомо (1963) фильм Сэйдзюн Судзуки
- Дай сацудзин (1964) фильм Эйити Кудо
- Хана то дото (1964) фильм Сэйдзюн Судзуки
- Мусюку моно (1964) фильм Кэндзи Мисуми
- Нихон кёкаку дэн (1964) фильм Масахиро Макино
- Ооками то бута то нингэн (1964) фильм Киндзи Фукасаку
- Орэтати но ти га юрусанай (1964) фильм Сэйдзюн Судзуки
- Дзатоити кэссё таби (1964) фильм Киндзи Фукасаку
- Мэйдзи кёкаку дэн — Сандаймэ сюмэй (1965) фильм Тай Като
- Куцукакэ Токидзиро — Юкё иппики (1966) фильм Тай Като
- Хиботан бакуто — Ханафуда сёбу (1969) фильм Тай Като
- Нихон борёкудан — Кумитё (1969) фильм Киндзи Фукасаку
- Хиботан бакуто — Орю сандзё (1970) фильм Тай Като
- Бакуто гайдзин бутай (1971) фильм Киндзи Фукасаку
- Уличный бандит' (1972) фильм Киндзи Фукасаку
- Борьба без правил (1973) фильм Киндзи Фукасаку
- Кладбище чести (1975) фильм Киндзи Фукасаку
- Полицейские против бандитов (1975) фильм Киндзи Фукасаку
- Кладбище якудза (1976) фильм Киндзи Фукасаку
- Самурай сёгуна (1978) фильм Киндзи Фукасаку

### Тайная история итальянского кино
Специальные монографические разделе итальянского кино (1946—1976)
Казанова на экране
- Il cavaliere misterioso (1948 год) фильм Риккардо Фреда
- Le avventure di Giacomo Casanova (1955 год) фильм Стено (отреставрированная версия)
- Детство, призвание и первые опыты Джакомо Казановы (1969 год) фильм Луиджи Коменчини
- Il Casanova di Federico Fellini (1976 год) фильм Федерико Феллини (отреставрированная версия)

Почтение Фульвио Лучизано
- Terrore nello spazio (1965 год) фильм Марио Бава (отреставрированная версия)
- Le spie vengono dal semifreddo (1966 год) фильм Марио Бава (отреставрированная версия)
- Cosa avete fatto a Solange? (1972 год) фильм Массимо Далламано (отреставрированная версия)
- Il medaglione insanguinato (1975 год) фильм Массимо Далламано (отреставрированная версия)
- Un mondo perfetto — Realtà, sogno e pubblicità фильм Нино Пагот (1946 год — 1957 год) и Гибба

Пьер Паоло Пазолини (1922 год — по 1975 год)
- Salò o le 120 giornate di Sodoma (1975 год) фильм Пьер Паоло Пазолини (отреставрированная версия)
- Banditi a Orgosolo (1961 год) фильм Витторио Де Сета (отреставрированная версия)

## Призы

### Главные призы
- Золотой лев
  - Золотой лев за лучший фильм: Горбатая гора фильм Энг Ли
  - Золотой лев за вклад в мировой кинематограф: Хаяо Миядзаки и Стефания Сандрелли
- Серебряный лев
  - Особый приз жюри: Мария фильм Абель Феррара
  - Серебряный лев за лучшую режиссёрскую работу: Постоянные любовники фильм Филипп Гаррель
- Кубок Вольпи
  - Кубок Вольпи за лучшую мужскую роль: Дэвид Стрэтэйрн за роль в фильме Доброй ночи и удачи
  - Кубок Вольпи за лучшую женскую роль: Джованна Меццоджорно за роль в фильме Зверь в сердце
- Золотые Озеллы
  - Золотые Озеллы за лучший сценарий: Джордж Клуни и Грант Хислов в Доброй ночи и удачи
  - Золотые Озеллы за уникальное техническое содействие: Вильям Любчански в фильме Постоянные любовники
- Приз Марчелло Мастрояни, актёру или актрисе: Меноти Сезар в На юг

Специальный лев Изабель Юппер.

## Венецианская Мостра
- Цифры:
- Количество художественных фильмов представленных в конкурсе:
  - В конкурсе: 19 фильмов
  - Вне конкурса: 19 + 3 специальных мероприятия (в том числе короткометражных фильмов)
  - Венецианские горизонты: 17 + 1 вне конкурса и одно специальное мероприятие
  - Короткометражных фильмов: 21 + 1 вне конкурса и 12 событий